# テッセルのグルジア人捕虜蜂起
テッセルのグルジア人捕虜蜂起（テッセルのグルジアじんほりょほうき）は、第二次世界大戦中の1945年4月5日、ナチス・ドイツ占領下にあったオランダのテッセル島において、ドイツ軍補助部隊に属していたグルジア人兵士が起こした反乱のことである。事態が終息したのはドイツ降伏後2週間が経過した5月20日であり、しばしば「ヨーロッパの最後の戦場」Europe's last battlefield とも呼ばれる。

## 背景

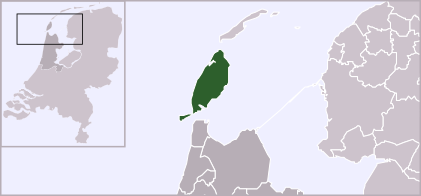
テッセル島の位置

### 舞台
テッセル島（テセル島）は、ワッデン海と北海を分かつ西フリースラント諸島最大の島で、アムステルダムから北に75kmほどの位置にある。ドイツの沿岸防衛線・通称「大西洋の壁」における極めて重要な地点として、防御が強化されていた。

### グルジア人部隊
テッセル島にいたグルジア人兵士たちは、ソビエト連邦グルジア共和国でソ連軍兵士として徴集され、東部戦線においてドイツ軍の捕虜になった者たちであった。捕虜には二つの選択肢があった。飢餓と栄養失調が常態化しているドイツ軍の捕虜収容所にとどまって死を待つか、ドイツ軍の東方部隊に志願して「自由」の可能性を得るかであった。
後者を選んだ捕虜たちによって1943年6月、ポーランドにおいてドイツ軍の補助部隊、グルジア軍団・第822グルジア歩兵大隊「ケーニギン・タマラ」Georgischen Infanteriebataillons 822 „Königin Tamara“ が編成された。彼らはポーランドでパルチザンとの戦いに投入されたのち、1943年9月にオランダへ配置された。
1945年2月、かれらはテッセル島へ配置された。連合国軍の攻勢が続き、上陸侵攻が近いと言う期待から、1945年3月末頃から、いくつかの部隊では反乱の準備が進められた。反乱当時、この部隊は800人のグルジア人と400人のドイツ人から構成されていた。

## 事件の推移

### 蜂起
1945年4月5日深夜、グルジア人たちは蜂起した。兵舎を同じくしていたドイツ人兵士の多くは、就寝中にナイフや銃剣によって刺殺された。5日夜から6日にかけて、グルジア人は島のほぼ全域を占領した。この反乱の最初の段階で、およそ400名のドイツ人兵士が殺害された。オランダ人のパルチザンはグルジア人の反乱を支援した。
しかし、グルジア人たちは島の北部と南部にある砲台を占拠することには失敗した。これらの砲台にはドイツ海軍の兵士が立て籠もっていた。このため、グルジア人たちはオランダ本土からのドイツ軍の増援を防ぐことが出来なかった。

### 鎮圧

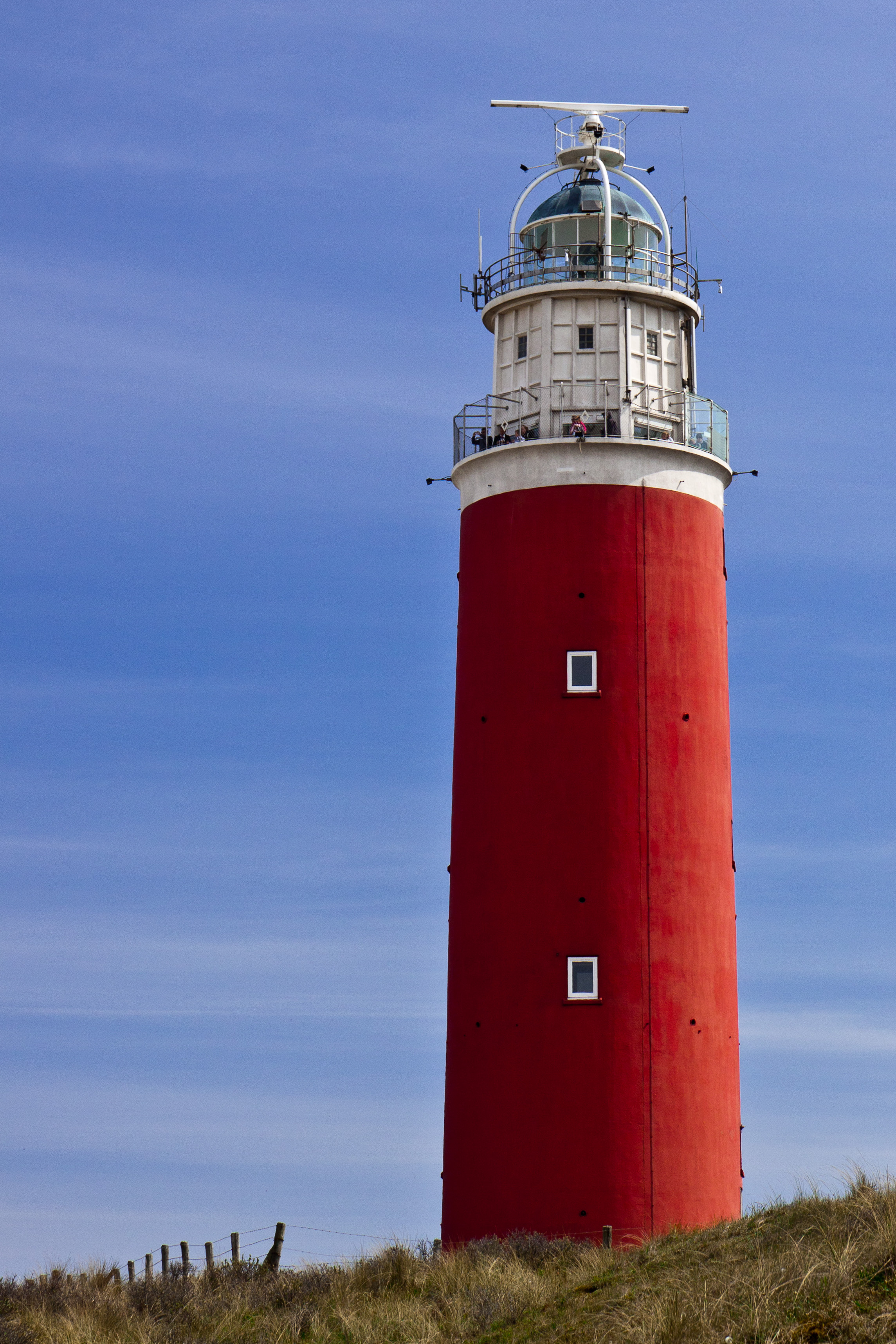
グルジア人の最後の抵抗の舞台となった Eierland の灯台

ドイツ軍の反撃は、これらの砲台からの砲撃で始まった。オランダ本土から第163海兵歩兵大隊2000人の兵士が装甲車輌とともに派遣された。2週間にわたる激しい攻防の末、島の大部分はドイツ軍によって奪還され、その後は掃討が繰り広げられた。
島の北部の Eierland は激戦地となり、灯台ではグルジア人たちの最後の激しい抵抗が繰り広げられた。捕らえられたグルジア人は、自らの墓穴を掘らされ、ドイツ軍の軍服を脱がされた上で処刑された。

### 「ヨーロッパの最後の戦場」
5月5日にはオランダのドイツ軍が投降し、5月8日にはドイツが降伏した。しかし、テッセル島での流血はなお続いた。最後の犠牲者は、反乱を支援した島民のパン屋で、皮肉にもグルジア人によって偶発的に殺されてしまった。
テッセルにおいて「ロシア戦争」（Russenoorlog）と呼ばれるこの蜂起は甚大な被害をもたらし、戦闘の中で島の多くの農場が焼失した。およそ800名のドイツ軍兵士、565名のグルジア人、そして120名のテッセル島住民が死亡した（#犠牲者数について参照）。
カナダ軍がこの「ヨーロッパ最後の戦場」に到着したのは、5月20日である。カナダ軍は抵抗を受けることなく上陸して1,535人のドイツ軍の武装解除に着手し、島を戦禍から解放した。その後、ソ連軍のスメルシが到着し、228人のグルジア人を担当した。

## 戦後

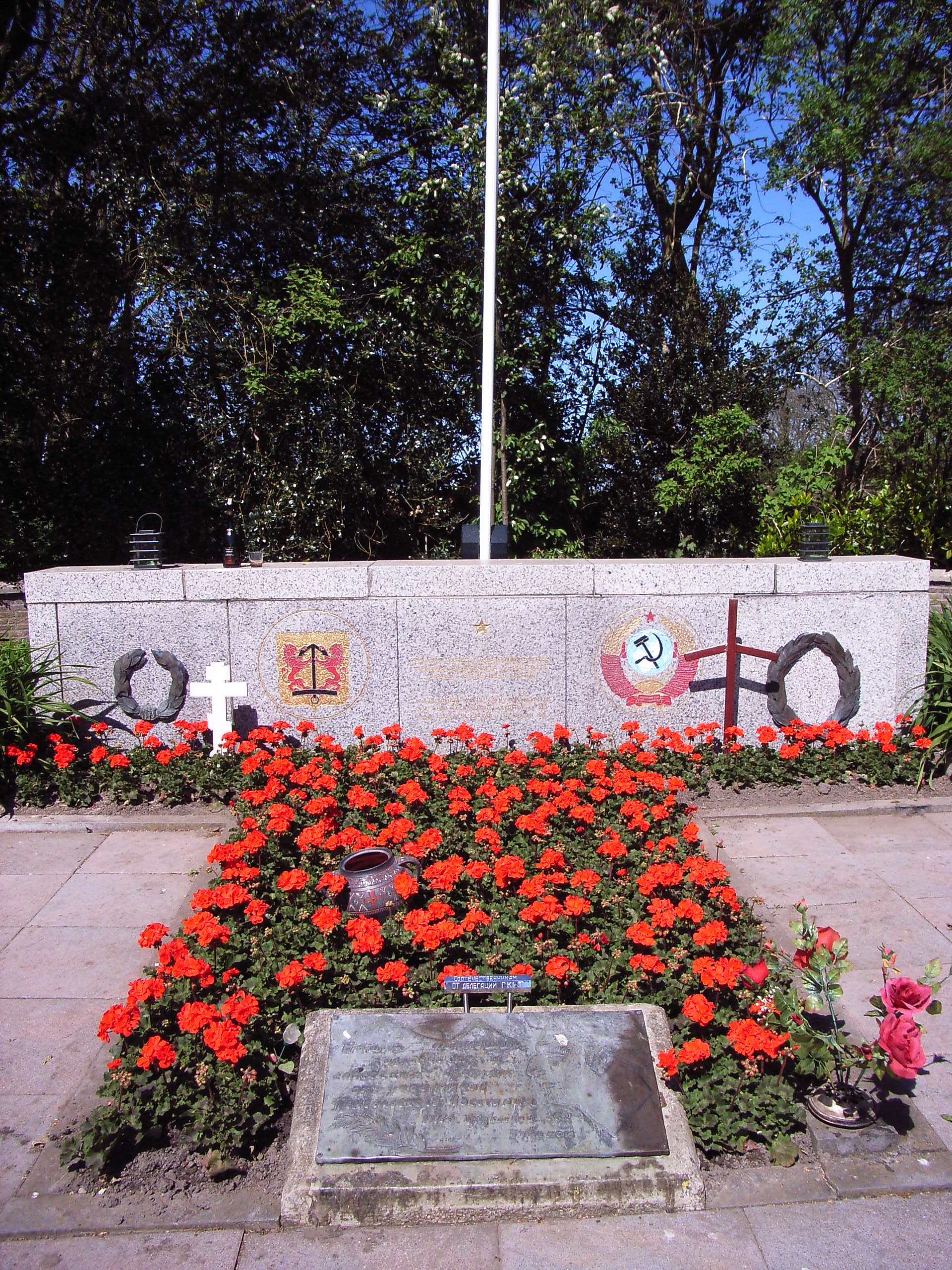
テッセルのグルジア人墓地

グルジア人犠牲者は、同島のオーデスチルト (nl:Oudeschild) 近くのホーゲベルグ (nl:Hoge Berg) の軍人墓地に埋葬された。
グルジア人の生存者には厳しい運命が待ち構えていた。スターリンは、ドイツ軍の捕虜になった兵士を、「死ぬまで戦闘をしなかった」反逆者とみなしていたためである。テッセル島では、地雷地帯に隠れたり、住民に匿われたりして、228人のグルジア人兵士が生き残った。ヤルタ協定によってソ連軍に引き渡された兵士のうち、26人は家族とともに追放された。残るほとんどの兵士は、強制収容所（ラーゲリ）に姿を消した。1950年代の半ばまで生き延びた兵士は名誉回復がなされ、家に帰ることが許された。
ソ連崩壊直前の1991年まで、オランダ駐在のソ連大使は、毎年5月4日にグルジア人墓地を訪問するのが恒例となっていた。少なくとも最後の時期には、グルジア人犠牲者は「ソ連の英雄」として扱われた。蜂起60周年を迎えた2005年5月4日には、独立したグルジアの大統領としてはじめてミヘイル・サアカシュヴィリがテッセル島のグルジア人墓地を訪れた。2007年に死去した蜂起参加者は、「グルジアの英雄」としての栄誉で遇されている。
ドイツ人犠牲者は、島内のデン・ブルフ (nl:Den Burg) にある一般の墓地にまず埋葬された。1949年、リンブルフ州のYsselsteyn (nl:Ysselsteyn) のドイツ軍人墓地に移葬された。現在、この墓地はドイツ戦争墓地委員会が管理している。
連合軍の犠牲者は、デン・ブルフの公共墓地に埋葬されている。
テッセル国際空港にある航空博物館内に、この事件に関する常設展示がある。

## 犠牲者数について
テッセル自治体のウェブサイトでは「565人のグルジア人、120人のテッセル島住民、およそ800人のドイツ人が死亡した」とし、「ほかの情報源によれば、2000人以上のドイツ人が殺害されたとする」と併記している。「ほかの情報源」とは、カナダ軍の報告書である。ドイツ軍の武装解除に当たったカナダ軍の指揮官は、スメルシの指揮官に対し、テッセルでの「犠牲者」（casualties）の数として、グルジア人470人、ドイツ人2,347人を報告している。
1949年、Ysselsteynへの移葬に際し、ドイツ戦争墓地委員会は、テッセル島でドイツ人兵士の遺体を発掘したが、遺体の数は812体であった。
カナダ軍の報告書は、武装解除した1,535人と、死亡した812人を「犠牲者」として混同している可能性も指摘されている。

## 註
1. ↑  実際には1950年代までウクライナやバルト三国で戦闘が続いていた（ウクライナ蜂起軍の反乱など）
2. ↑  Der Spiegel, 20/1995. “Der Geburtstag des Todes,” p.188
3. ↑  Der Spiegel, p. 189
4. 1 2 3 4 5 6 7  Der Spiegel, p. 190
5. 1 2 3 4  “The uprising of the Georgians” (英語).   テセル自治体 www.texel.net. 2012年10月14日閲覧。
6. ↑  “President Respects Georgian Hero” (英語).   Daily Georgian Times (2007年7月18日). 2012年10月14日閲覧。